# Wurfbainia jainii
Wurfbainia jainii là một loài thực vật có hoa trong họ Gừng. Loài này được Sunil Tripathi và Ved Prakash mô tả khoa học đầu tiên năm 1999 dưới danh pháp Amomum jainii. Năm 2018, Jana Leong-Škorničková & Axel Dalberg Poulsen phục hồi chi Wurfbainia và xếp nó trong chi này.

## Phân bố
Plants of the World Online cho rằng loài này có tại Meghalaya, Assam.